# PCLinuxOS
PCLinuxOS (zkráceně PCLOS) je linuxová distribuce zaměřená na začátečníky. Vyvíjí jej skupina vývojářů soustředěná v organizaci PCLinuxOS (v čele s Texstarem, který kvůli zdravotním potížím dočasně odstoupil).

## Historie
Texstar původně pracoval na vylepšeních Mandrake Linuxu (nyní Mandriva Linux). Poté se rozhodl vytvořit vlastní upravenou verzi Mandrake a tak vznikl PCLOS. První verze pochází z října 2003 a projekt se dále rozvíjel. Počáteční verze byly postupně označeny jako „ukázkové“ (preview): p5, p7, p8 až do p81a, pak p9, p91, p92, a p93.

## Celkový pohled
Distribuce se instaluje z Live CD a její implicitní uživatelské rozhraní je KDE. Existují ale i komunitní edice, které dodávají i jiná prostředí (Gnome, Xfce, LXDE a na rozdíl od ostatních distribucí také Enlightenment). Při instalaci systému si můžete vybrat svůj bootovací zavaděč (na výběr máte mezi zavaděči GRUB a LILO). PCLinuxOS používá balíčkovací systém RPM, ale k instalaci se používá příkaz apt-get, nebo jeho grafická nástavba Synaptic. Balíčky RPM lze instalovat pomocí příkazu rpm -ivh, nebo pomocí programu rpm-installer (který je dostupný v „testing“ repozitáři).

## Verze distribuce
| Verze             | Datum vydání       |
| ----------------- | ------------------ |
| 2011.9            | 23. září 2011      |
| 2011.6            | 27. června 2011    |
| 2010.12           | 15. prosince 2010  |
| 2010.10           | 28. října 2010     |
| 2010.7            | 5. července 2010   |
| 2010.1            | 5. května 2010     |
| 2010              | 19. dubna 2010     |
| 2009.2            | 30. června 2009    |
| 2009.1            | 11. března 2009    |
| 2008 „MiniMe“     | 7. ledna 2008      |
| P.94 „2007“       | 21. května 2007    |
| P.93a „Big Daddy“ | 21. srpna 2006     |
| P.93a „Junior“    | 9. srpna 2006      |
| P.93a „MiniMe“    | 4. srpna 2006      |
| P.93 „MiniMe“     | 21. dubna 2006     |
| P.92              | 21. listopadu 2005 |
| P.91              | 7. července 2005   |
| P.81a             | 2005               |
| P.8               | 2005               |
| P.7               | 2004               |
| P.5               | 2004               |

### Verze 0.92 a 0.93
Tyto verze mohl používat každý, aniž by měl nějaké znalosti o linuxu. Série verzí 0.93 měly velkou softwarovou výbavu (hlavně verze „BigDaddy“), takže uživatel nemusel po instalaci téměř nic stahovat.

### PCLinuxOS 2007
S příchodem PCLinuxOS 2007 došlo k velké modernizaci systému (tato verze byla založena na Mandriva Linuxu 2007), což znamenalo i nutnost kompletní reinstalace systému při přechodu na novou verzi. Proto také byla posléze zastavena podpora pro verze 0.93 a nižší.
Nová verze obsahovala nový vzhled a vestavěné 3D efekty. Bylo také vytvořené nové logo a kompletní nový styl vzhledu systému.
Na základě úspěšné verze 2007 vznikla česká komunitní verze 2007.cz, která byla vydána v rámci přílohy časopisu CHIP. Jednalo se o plně počeštěné live CD připravené pro běžné uživatele – obsahovalo např. kancelářský balík OpenOffice včetně kontroly českého pravopisu, vše potřebné pro přehrávání většiny běžných audio- a videoformátů, internetový prohlížeč s podporou Flashe apod.

### PCLinuxOS 2009
Poslední verze hlavního live CD, PCLinuxOS 2009.2, byla uvolněna 30. června 2009. Vylepšení zahrnovala opravy chyb, nové tapety na plochu, nové zvuky a motiv startovací obrazovky a také mnohem rychlejší start systému. Bylo to poslední live CD PCLOSu dodávané s uživatelským prostředím KDE3 a poslední z verzí zpětně kompatibilních s PclinuxOS 2007.
V praxi byla aktualizace z PCLOSu 2007 na PCLOS 2009.2 poněkud náročnější, objem aktualizací byl často přes 1 GiB a obvykle bylo jednodušší systém kompletně přeinstalovat čistým PCLOSem 2009.2 z live CD a opět doinstalovat češtinu a potřebné programy.

### PCLinuxOS 2010
Verze 2010 byla vydána 19. dubna 2010. Zahrnovala nové uživatelské prostředí KDE4 a inovovaný vzhled, ale i nové jádro systému. Tato verze vyžadovala kompletní přeinstalaci systému. Během roku 2010 vyšla aktualizovaná vydání verze 2010, hlavně s novými ovladači a opravenými chybami. Vyšla také česká komunitní verze.

### PCLinuxOS 2011
Verze 2011 byla vydána 27. června 2011. Oproti verzi 2010 přinesla LibreOffice namísto OpenOffice a nové KDE ve verzi 4.6. Z vydání 2010 bylo lze snadno upgradovat. Přineslo také nový motiv (angl. theme s výslovností [θiːm]), které opustilo modrou barvu ve prospěch černi a odstínů šedi.